# 裕寬
裕寬（1836年—1902年），字子厚、澤生，喜塔臘氏，满洲正白旗人，清朝官員。官学荫生出身。

## 生平
光绪四年裕寬担任福建巡抚。於1878年12月18日－1879年12月27日期間，奉旨接替劉坤一署任兩廣總督。全名為「總督兩廣等處地方提督軍務、糧饟兼巡撫事」的該官職，是兼轄廣西地區的廣東、廣西兩省之最高統治者，亦為清朝封疆大吏之一。光绪五年正月廿四日（1879年2月14日）担任广东巡抚。张树声未到任前（1879年12月27日）再次署任兩廣總督。至1880年5月20日张树声到任。光绪七年（1881年），张树声、裕宽，荐在籍绅士山西襄陵知县南海进士朱次琦，国子监典籍衔番禺举人陈澧耆年硕德，奏请褒异，皇帝下诏予五品卿衔，以励绩学。光绪八年（1882年4月19日 - 5月6日）裕宽代理两广总督。光绪九年九月九日（1883年10月9日）裕宽离任广东巡抚。光绪十六年（1890年）九月戊辰担任河南巡抚，任职：头品顶戴兵部侍郎兼都察院右都御史巡抚河南等处地方兼提督衔节制全省军务并驻防蒲州营兵兼理河道 。钱应溥、尚书昆冈按事河南，自巡抚裕宽以下降黜有差。光绪二十年（1894年）七月戊子入京祝寿。十一月乙亥开缺候用。

## 家庭
- 太高祖贈三等承恩公常安。胞兄文华殿大学士文端公來保。
- 高祖 (追)三等承恩公和爾經額。
- 曾祖隆住。
- 祖父春林。
- 父崇筠。
- 原配妻白佳氏（父祥麟）；繼妻烏扎庫氏（父桂昌）。
- 子熙楨。妻薩克圖氏（父正白旗蒙古、江蘇布政使效曾；胞叔总管内务府大臣師曾，师曾的曾祖父是諾敏 (乾隆進士)，师曾女薩克圖氏继配嫁內務府鑲黃旗滿洲、同治戊辰科進士完顏氏嵩申）。
- 女喜塔臘氏，嫁正藍旗滿洲赫舍里氏廣立（父惠年，祖父道光壬辰恩科進士舒兴阿 (赫舍里氏)）。